# Non ho mai avuto la mia età
Non ho mai avuto la mia età è un singolo indipendente, pubblicato dal rapper italiano Rkomi per l'etichetta discografica Universal.

## La canzone
Il brano è stato pubblicato in modo indipendente il 23 ottobre 2018, in occasione dell'uscita di Assassin's Creed: Odyssey, videogioco per PlayStation 4, Xbox One e Windows. La canzone è infatti colma di citazioni all'universo narrativo della serie Ubisoft.

## Tracce
1. Non ho mai avuto la mia età – 2:34